# بخش مرکزی شهرستان شاهین‌دژ
بخش مرکزی، بخشی از شهرستان شاهین دژ، از توابع استان آذربایجان غربی است. این بخش مشتمل بر دو شهر و سه دهستان است که شهر شاهین‌دژ، مرکز بخش است و طبق سرشماری سال ۱۳۸۵، در این بخش ۶۸۲۸۶ نفر ساکن بوده‌اند که از این تعداد ۳۳۵۴۳ نفر مرد و ۳۴۷۴۳ نفر آن‌ها زن بودند.

## تقسیمات کشوری
تقسیمات کشوری این بخش، بنابرآنچه در نتایج آمارگیری سرشماری سال ۱۳۸۵ کل کشور آمده‌است، بر حسب شهر و دهستان به شرح زیر است:

### شهرها
- شهر شاهین‌دژ
- شهر محمودآباد

### دهستان‌ها
- دهستان صفاخانه
- دهستان محمودآباد
- دهستان هولاسو